# Seleção Turca de Futebol

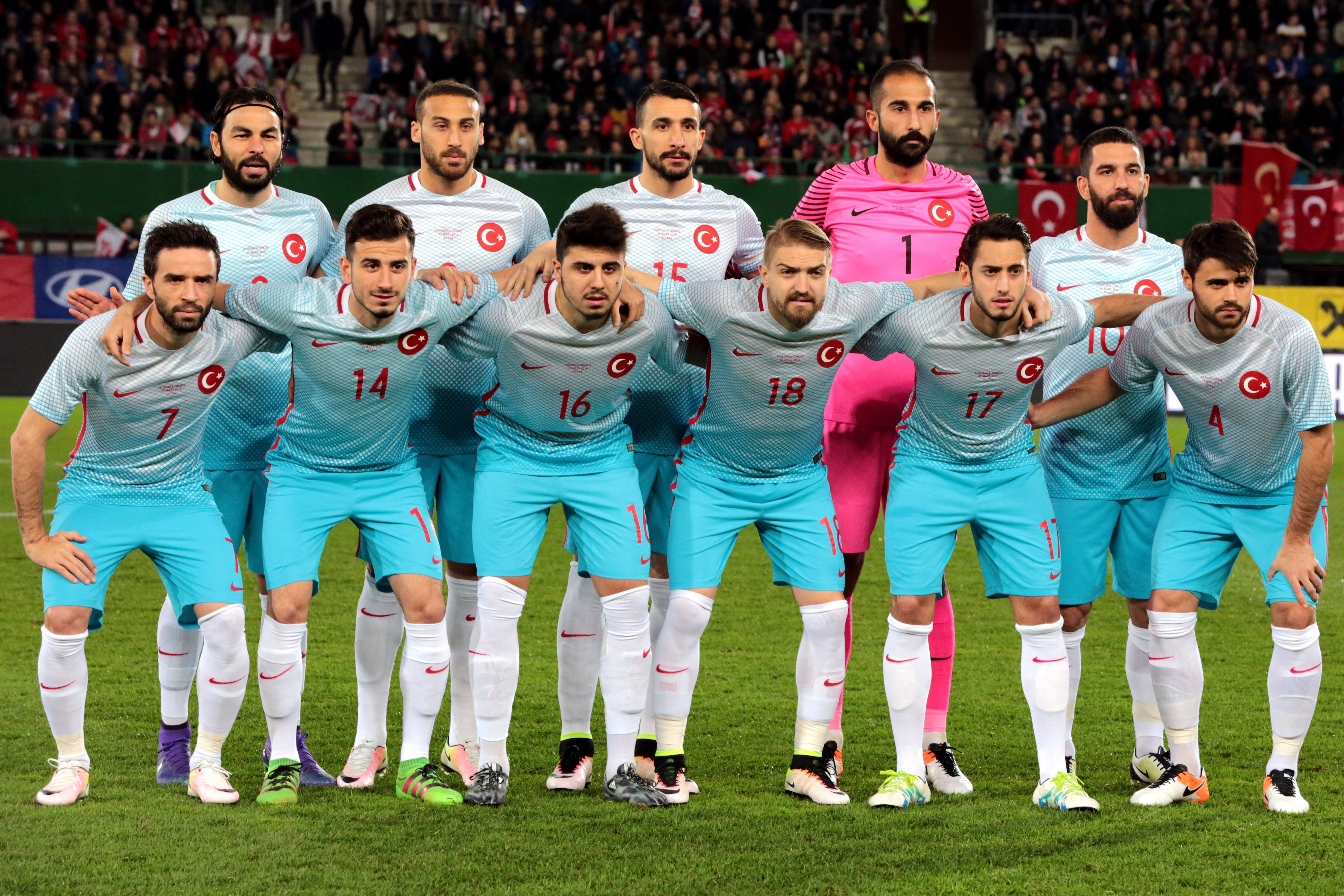
A Seleção Turca de Futebol (2016)

A Seleção Turca de Futebol representa a Turquia nas competições de futebol da FIFA.
A seleção turca de futebol evoluiu muito desde a Copa do Mundo de futebol realizada em 2002 na Coreia do Sul e no Japão, onde alcançou um surpreendente terceiro lugar, eliminando nas quartas o Senegal, a seleção sensação daquela copa. Desde aí tem marcado presença regular em Eurocopas, onde chegou nas semifinais em 2008.

## Títulos
- Campeonato Europeu Sub-17: 1994, 2005

## Campanhas de destaque
- Copa do Mundo: 3º lugar - 2002
- Copa das Confederações: 3º lugar - 2003
- Eurocopa: 4º lugar - 2008
- Campeonato Mundial de Futebol Sub-17: 4º lugar - 2005

## Desempenhos em Competições

### Copas do Mundo
| Ano   | Fase               | Posição            | J                  | V                  | E                  | D                  | GP                 | GC                 |                    |
| ----- | ------------------ | ------------------ | ------------------ | ------------------ | ------------------ | ------------------ | ------------------ | ------------------ | ------------------ |
| 1930  | Não classificou-se | Não classificou-se | Não classificou-se | Não classificou-se | Não classificou-se | Não classificou-se | Não classificou-se | Não classificou-se |                    |
| 1934  | Não classificou-se | Não classificou-se | Não classificou-se | Não classificou-se | Não classificou-se | Não classificou-se | Não classificou-se | Não classificou-se |                    |
| 1938  | Não classificou-se | Não classificou-se | Não classificou-se | Não classificou-se | Não classificou-se | Não classificou-se | Não classificou-se | Não classificou-se |                    |
| 1950  | Não classificou-se | Não classificou-se | Não classificou-se | Não classificou-se | Não classificou-se | Não classificou-se | Não classificou-se | Não classificou-se |                    |
| 1954  | Primeira fase      | 10/16              | 3                  | 1                  | 0                  | 1                  | 10                 | 11                 |                    |
| 1958  | Não classificou-se | Não classificou-se | Não classificou-se | Não classificou-se | Não classificou-se | Não classificou-se | Não classificou-se | Não classificou-se |                    |
| 1962  | Não classificou-se | Não classificou-se | Não classificou-se | Não classificou-se | Não classificou-se | Não classificou-se | Não classificou-se | Não classificou-se |                    |
| 1966  | Não classificou-se | Não classificou-se | Não classificou-se | Não classificou-se | Não classificou-se | Não classificou-se | Não classificou-se | Não classificou-se |                    |
| 1970  | Não classificou-se | Não classificou-se | Não classificou-se | Não classificou-se | Não classificou-se | Não classificou-se | Não classificou-se | Não classificou-se |                    |
| 1974  | Não classificou-se | Não classificou-se | Não classificou-se | Não classificou-se | Não classificou-se | Não classificou-se | Não classificou-se | Não classificou-se |                    |
| 1978  | Não classificou-se | Não classificou-se | Não classificou-se | Não classificou-se | Não classificou-se | Não classificou-se | Não classificou-se | Não classificou-se |                    |
| 1982  | Não classificou-se | Não classificou-se | Não classificou-se | Não classificou-se | Não classificou-se | Não classificou-se | Não classificou-se | Não classificou-se |                    |
| 1986  | Não classificou-se | Não classificou-se | Não classificou-se | Não classificou-se | Não classificou-se | Não classificou-se | Não classificou-se | Não classificou-se |                    |
| 1990  | Não classificou-se | Não classificou-se | Não classificou-se | Não classificou-se | Não classificou-se | Não classificou-se | Não classificou-se | Não classificou-se |                    |
| 1994  | Não classificou-se | Não classificou-se | Não classificou-se | Não classificou-se | Não classificou-se | Não classificou-se | Não classificou-se | Não classificou-se |                    |
| 2002  | Terceiro lugar     | 3/32               | 7                  | 4                  | 1                  | 2                  | 10                 | 6                  |                    |
| 2006  | Não classificou-se | Não classificou-se | Não classificou-se | Não classificou-se | Não classificou-se | Não classificou-se | Não classificou-se | Não classificou-se | Não classificou-se |
| 2010  | Não classificou-se | Não classificou-se | Não classificou-se | Não classificou-se | Não classificou-se | Não classificou-se | Não classificou-se | Não classificou-se | Não classificou-se |
| 2014  | Não classificou-se | Não classificou-se | Não classificou-se | Não classificou-se | Não classificou-se | Não classificou-se | Não classificou-se | Não classificou-se | Não classificou-se |
| 2018  | Não classificou-se | Não classificou-se | Não classificou-se | Não classificou-se | Não classificou-se | Não classificou-se | Não classificou-se | Não classificou-se | Não classificou-se |
| 2022  | Não classificou-se | Não classificou-se | Não classificou-se | Não classificou-se | Não classificou-se | Não classificou-se | Não classificou-se | Não classificou-se | Não classificou-se |
| 2026  | A definir          | A definir          | A definir          | A definir          | A definir          | A definir          | A definir          | A definir          |                    |
| Total | 2/22               | 0 títulos          | 10                 | 5                  | 1                  | 3                  | 20                 | 17                 |                    |

### Eurocopa
| Ano   | Fase               | Posição            | J                  | V                  | E                  | D                  | GP                 | GC                 |
| ----- | ------------------ | ------------------ | ------------------ | ------------------ | ------------------ | ------------------ | ------------------ | ------------------ |
| 1960  | Não classificou-se | Não classificou-se | Não classificou-se | Não classificou-se | Não classificou-se | Não classificou-se | Não classificou-se | Não classificou-se |
| 1964  | Não classificou-se | Não classificou-se | Não classificou-se | Não classificou-se | Não classificou-se | Não classificou-se | Não classificou-se | Não classificou-se |
| 1968  | Não classificou-se | Não classificou-se | Não classificou-se | Não classificou-se | Não classificou-se | Não classificou-se | Não classificou-se | Não classificou-se |
| 1972  | Não classificou-se | Não classificou-se | Não classificou-se | Não classificou-se | Não classificou-se | Não classificou-se | Não classificou-se | Não classificou-se |
| 1976  | Não classificou-se | Não classificou-se | Não classificou-se | Não classificou-se | Não classificou-se | Não classificou-se | Não classificou-se | Não classificou-se |
| 1980  | Não classificou-se | Não classificou-se | Não classificou-se | Não classificou-se | Não classificou-se | Não classificou-se | Não classificou-se | Não classificou-se |
| 1984  | Não classificou-se | Não classificou-se | Não classificou-se | Não classificou-se | Não classificou-se | Não classificou-se | Não classificou-se | Não classificou-se |
| 1988  | Não classificou-se | Não classificou-se | Não classificou-se | Não classificou-se | Não classificou-se | Não classificou-se | Não classificou-se | Não classificou-se |
| 1992  | Não classificou-se | Não classificou-se | Não classificou-se | Não classificou-se | Não classificou-se | Não classificou-se | Não classificou-se | Não classificou-se |
| 1996  | Primeira fase      | 16/16              | 3                  | 0                  | 0                  | 3                  | 0                  | 5                  |
| 2000  | Quartas de final   | 6/16               | 4                  | 1                  | 1                  | 2                  | 3                  | 4                  |
| 2004  | Não classificou-se | Não classificou-se | Não classificou-se | Não classificou-se | Não classificou-se | Não classificou-se | Não classificou-se | Não classificou-se |
| 2008  | Quarto lugar       | 4/16               | 5                  | 2                  | 1                  | 2                  | 8                  | 9                  |
| 2012  | Não classificou-se | Não classificou-se | Não classificou-se | Não classificou-se | Não classificou-se | Não classificou-se | Não classificou-se | Não classificou-se |
| 2016  | Primeira fase      | 17/24              | 3                  | 1                  | 0                  | 2                  | 2                  | 4                  |
| 2021  | Primeira fase      | 24/24              | 3                  | 0                  | 0                  | 3                  | 1                  | 8                  |
| 2024  | Quartas de final   | 7/24               | 5                  | 3                  | 0                  | 2                  | 8                  | 8                  |
| Total | 6/17               | 0 títulos          | 23                 | 7                  | 2                  | 14                 | 22                 | 38                 |

## Participações em Copas

### Copa do Mundo de 1954
Na Copa de 1954 disputada na Suíça, a Turquia foi eliminada na primeira fase tendo disputado três partidas:
- Derrota para a Alemanha por 4 x 1
- Vitória sobre a Coreia do Sul por 7 x 0
- Derrota (no jogo de desempate) para a Alemanha por 7 x 2

### Copa do Mundo de 2002
Em sua primeira partida no mundial, contra o Brasil, a seleção turca foi derrotada pelo placar de 2 a 1, com gols de Hasan Şaş, pela Turquia, e Ronaldo e Rivaldo, pelo Brasil. Este jogo foi destaque pelas suas irregularidades, uma das quais, a mais pertinente, envolveu o meio-campista Rivaldo simulando ter sido atingido no rosto por uma bola chutada propositalmente contra ele pelo defensor turco Hakan Ünsal (expulso pelo árbitro da partida), que, em verdade, o acertou a perna. Rivaldo iria depois admitir sua conduta desonesta no incidente, e a FIFA o puniria por sua postura em 10 mil francos suíços. Um outro evento anômalo durante o confronto foi o pênalti erroneamente marcado no atacante Luisão, puxado, durante uma arrancada, fora da área pelo zagueiro turco Alpay Özalan. Àquela altura, Brasil e Turquia empatavam em 1 a 1. A penalidade foi convertida por Rivaldo, aos 87 minutos de partida (42 minutos do segundo tempo), garantindo a vitória do Brasil sobre a Turquia. 
Após a derrota para o Brasil, a Turquia encarou a Costa Rica em seu segundo confronto na Copa do Mundo, com dois jogadores cumprindo suspensão. Na sequência de um primeiro tempo em que nenhum dos lados da disputa foi capaz de tomar controle da partida e sem muita atividade próxima ao gol, o jogo entre as duas equipes nacionais só produziu gols durante a segunda etapa. Por consequente de maior pressão de seu time contra os costarriquenhos, o meio-campista Emre Belözoğlu, aos 16 minutos do segundo tempo, abriu o placar pela Turquia em chute clínico após receber o rebote de um arremate imediatamente anterior seu. Contudo, seguindo sua liderança em gols, a seleção turca reduziu sua intensidade de jogo, e sofreu o empate de Winston Parks, substituto de Wilmer López, aos 41 minutos. A partida terminou em 1 a 1, e, com o resultado, a Turquia se distanciou da classificação para as oitavas de final, dependendo da derrota da Costa Rica para o Brasil, em seu jogo seguinte, e de uma vitória contra a China por placar amplo o suficiente para superar o país da América Central em saldo de gols.
Quanto ao seu terceiro jogo na Copa do Mundo, contra a China, a seleção turca, com postura profissional, foi dominante durante toda a partida. Aos seis minutos do primeiro tempo, Hasan Şaş fez o primeiro gol do confronto após cobrança de falta de Ümit Davala; apenas três minutos depois, Bülent Korkmaz, surpreendendo o goleiro chinês Jiang Jin, cabeceou para dentro do gol, ampliando o placar para a Turquia. A passagem ao segundo tempo foi dada com a vantagem da equipe turca em relação à chinesa em dois gols e, em reação a isso, com a entrada, no time chinês, de Shao Jiayi, atuando no meio de campo, substituindo Wu Chengying. O meio-campista, contudo, não perdurou bastante no gramado, sendo expulso seis minutos após o início da segunda etapa da disputa. Com isso, o controle turco do jogo fortaleceu-se, o que se traduziu no gol de Ümit Davala, aos 40 minutos do segundo tempo. Com a vitória dilatada sobre a China por 3 a 0, e a também expressiva derrota da Costa Rica, por 5 a 2, em sua partida contra o Brasil, a Turquia igualou-se em número de pontos aos costarriquenhos, superando-os no quesito de saldo de gols. Assim, os turcos classificaram-se para as oitavas de final da Copa do Mundo pela primeira vez.
Para as oitavas de final, o time nacional turco teve de enfrentar a seleção do Japão, um dos anfitriões da competição. O embate aconteceu na cidade de Miyagi, na ilha de Honshu, no Japão. A despeito de mostrar qualidade ofensiva, o time japonês não era consistente defensivamente, o que foi explorado ainda nos momentos iniciais do jogo pela Turquia. Em um escanteio cobrado por Ergün Penbe, aos 12 minutos do primeiro tempo, Ümit Davala marcou um gol de cabeça. Foi o único gol da partida, garantindo o avanço da seleção turca para a fase seguinte do torneio.
Nas quartas de final, contra Senegal, em um jogo de baixa qualidade - apesar das boas chances apresentadas no decorrer da partida pela Turquia -, a equipe eurasiática garantiu a sua passagem para a semifinal ao vencer o time africano por 1 a 0, com o gol de İlhan Mansız, substituto de Hakan Şükür, aos 4 minutos da prorrogação. Para a competição, a regra da morte súbita, durante as prorrogações, era aplicada; com isso, o gol obtido pela Turquia garantiu sua vitória no momento em que foi feito.
Em sua semifinal, a Turquia, mais uma vez, entrou em embate com a seleção brasileira. Demonstrando intensidade de jogo, os turcos, durante a primeira metade do primeiro tempo, desafiaram a defesa brasileira pelo lado direito, chegando a criar a primeira chance real do jogo no vigésimo minuto da partida, quando uma cabeçada de Alpay Özalan exigiu uma boa defesa do goleiro brasileiro, Marcos. Todavia, seguidamente a alarmar os brasileiros, os turcos presenciaram o brilhantismo futebolístico brasileiro manifestar-se em campo, o que demandou intervenções do goleiro da Turquia, Rüştü Reçber. Por fim, no início da segunda etapa do confronto, o Brasil atingiu o ápice do jogo ao marcar o único gol da partida, aos 4 minutos, com Ronaldo. Caía por terra, assim, o sonho turco de avançar na Copa do Mundo de 2002.
Por conta de sua derrota, a seleção turca disputou o terceiro lugar com os outros anfitriões do torneio, a Coreia do Sul. Em um jogo emocionante, marcado pelo gol mais rápido já feito em qualquer Copa do Mundo - aos 11 segundos de partida, por Hakan Şükür, reverenciado como o principal jogador turco mas que, durante toda a competição, havia sido incapaz de converter um gol, desperdiçando boas chances -, a Turquia conquistou o terceiro lugar ao vencer o confronto pelo placar de 3 a 2. Os gols foram marcados por Hakan Şükür (1'), Lee Eul-yong (9'), İlhan Mansız (13', 32') e Song Chong-gug (90'+3). O resultado coroou uma campanha surpreendente e histórica da Turquia, e até hoje se mantém como o melhor resultado do país em Copas do Mundo.

### Colônia alemã
No decorrer da Copa do Mundo de 2002, figuraram na seleção turca jogadores vindos da comunidade turca na Alemanha: Yıldıray Baştürk (que nunca jogou em clubes turcos), Tayfur Havutçu, İlhan Mansız e Ümit Davala. Outro membro desta comunidade é Mehmet Scholl, popular jogador da seleção alemã nos anos 90; seu sobrenome original é Yüksel.

### Material esportivo
| Fornecedor | Período        |
| ---------- | -------------- |
| Adidas     | 1982–2003      |
| Nike       | 2003– presente |